# Міклош Такач
Міклош Такач (угор. Takács Miklós; 1906, Сомбатгей, Угорщина — 1967, Сомбатгей) — угорський лісовод і соціал-демократичний політик, член родини Такач-де-Саар.

## Початок діяльності
Міклош Такач навчався в Академії лісового господарства в Дьйорі та після її закінчення працював на посаді лісового інспектора спочатку в Чепрезі, а потім в інших угорських містах.
У період міжвоєнного двадцятиліття він опублікував ряд статей і нарисів з лісового господарства і бджільництва в угорських і німецьких періодичних виданнях.
У 1945 році, коли уряд Ференца Салаші розмістив свій штаб біля Кьоззега, Такачу вдалося врятувати життя багатьох євреїв та військовополонених.

## Політична діяльність
Після закінчення Другої світової війни, Міклош Такач став членом Угорської соціал-демократичної партії. Він брав участь у розробці основних положень аграрної реформи в Угорщині. У 1948 році через прихильність до демократичних принципів та верховенства закону Такача разом із Анною Кетлі) було виключено із Соціал-демократичної партії. Партія під тиском керівництва Угорщини, мала піти на угоду з комуністами. Тому стояло завдання виключити з партії Міклоша Такача та інших правих соціал-демократів.
У 1950-ті роки був кілька разів арештований і підданий тортурам в Управлінні державної безпеки Угорщини.

## Участь в Угорській революції
Під час Угорської революції Міклош Такач брав участь у реорганізації незалежної соціал-демократичної партії, за що був заарештований після падіння революції.
Міклош Такач помер в 1967 році в місті Сомбатгей, де й народився.